# 普者黑湖
普者黑湖位于中华人民共和国云南省东南部文山壮族苗族自治州丘北县境内，是一座高原溶蚀构造淡水湖。“普者黑”为彝语，意为鱼虾多的地方。
普者黑湖泊群由多个大小相连的湖泊与河道组成，其中较大的湖泊有落水洞湖、普者黑湖和仙人湖。普者黑湖为河道型湖泊，水域蜿蜒曲折，顺北门河河道主流向长约21公里，宽0.1—0.5公里，水面面积6.29平方公里。湖泊水深一般3—4米。
普者黑湖畔山水田园风光秀美，属云南著名的旅游景点。现为国家5A级旅游景区、国家级风景名胜区和国家湿地公园。